# Campeonato Europeu de Esportes Aquáticos de 2008
O Campeonato Europeu de Esportes Aquáticos de 2008 foi a 29ª edição do evento organizado pela Liga Europeia de Natação (LEN). A competição foi realizada entre os dias 13 e 24 de março de 2008, em Eindhoven nos Países Baixos‎. 

## Medalhistas

### Natação
Os resultados foram os seguintes. 
Masculino
| Evento          | Ouro | Ouro     | Prata | Prata    | Bronze | Bronze   |
| 50 m Livre      | Alain Bernard · França | 21.66    | Duje Draganja · Croácia                                                                                                   | 22.00    | Stefan Nystrand · Suécia | 22.16    |
| 100 m Livre     | Alain Bernard · França | 47.50    | Stefan Nystrand · Suécia                                                                                                  | 48.40    | Filippo Magnini · Itália | 48.53    |
| 200 m Livre     | Paul Biedermann · Alemanha | 1:46.59  | Amaury Leveaux · França                                                                                                   | 1:46.99  | Massimiliano Rosolino · Itália                                                                                                 | 1:47.33  |
| 400 m Livre     | Yury Prilukov · Rússia | 3:45.10  | Massimiliano Rosolino · Itália                                                                                            | 3:45.19  | Nikita Lobintsev · Rússia | 3:46.75  |
| 800 m Livre     | Gergő Kis · Hungria | 7:51.94  | Samuel Pizzetti · Itália                                                                                                  | 7:54.09  | Dragoş Coman · Roménia | 7:54.37  |
| 1500 m Livre    | Yury Prilukov · Rússia | 14:50.40 | David Davies · Reino Unido                                                                                                | 14:54.28 | Mateusz Sawrymowicz · Polónia                                                                                                  | 14:58.78 |
| 50 m Costas     | Aristeidis Grigoriadis · Grécia                                                                                               | 25.13    | Flori Lang · Suíça | 25.18    | Ľuboš Križko · Eslováquia | 25.44    |
| 100 m Costas    | Markus Rogan · Áustria | 54.03    | Aristeidis Grigoriadis · Grécia                                                                                           | 54.27    | Arkady Vyatchanin · Rússia | 54.45    |
| 200 m Costas    | Markus Rogan · Áustria | 1:55.85  | Arkady Vyatchanin · Rússia                                                                                                | 1:57.04  | Răzvan Florea · Roménia | 1:57.53  |
| 50 m Peito      | Oleg Lisogor · Ucrânia | 27.43    | Alexander Dale Oen · Noruega                                                                                              | 27.53    | Alessandro Terrin · Itália | 27.64    |
| 100 m Peito     | Alexander Dale Oen · Noruega                                                                                                  | 59.76    | Hugues Duboscq · França                                                                                                   | 59.78    | Oleg Lisogor · Ucrânia | 1:00.53  |
| 200 m Peito     | Grigory Falko · Rússia | 2:09.64  | Alexander Dale Oen · Noruega                                                                                              | 2:09.74  | Hugues Duboscq · França | 2:09.91  |
| 50 m Borboleta  | Milorad Čavić · Sérvia | 23.11    | Sergiy Breus · Ucrânia | 23.48    | Rafael Muñoz Pérez · Espanha                                                                                                   | 23.60    |
| 100 m Borboleta | Evgeny Korotyshkin · Rússia                                                                                                   | 51.89    | Peter Mankoč · Eslovênia                                                                                                  | 52.07    | Rafael Muñoz Pérez · Espanha                                                                                                   | 52.09    |
| 200 m Borboleta | Ioannis Drymonakos · Grécia                                                                                                   | 1:54.16  | Paweł Korzeniowski · Polónia                                                                                              | 1:54.38  | Nikolay Skvortsov · Rússia | 1:54.65  |
| 200 m Medley    | László Cseh · Hungria | 1:58.02  | Dinko Jukić · Áustria | 1:59.65  | Vytautas Janušaitis · Lituânia                                                                                                 | 2:00.17  |
| 400 m Medley    | László Cseh · Hungria | 4:09.59  | Ioannis Drymonakos · Grécia                                                                                               | 4:14.72  | Luca Marin · Itália | 4:16.69  |
| 4x100 m Livre   | Suécia · Marcus Piehl (50.56) · Stefan Nystrand (47.52) · Petter Stymne (49.30) · Jonas Persson (48.03)                       | 3:15.41  | Itália · Massimiliano Rosolino (49.94) · Alessandro Calvi (48.79) · Christian Galenda (48.74) · Filippo Magnini (48.20)   | 3:15.77  | Países Baixos · Mitja Zastrow (49.14) · Bas van Velthoven (49.33) · Robert Lijesen (48.60) · Pieter van den Hoogenband (48.81) | 3:15.88  |
| 4x200 m Livre   | Itália · Emiliano Brembilla (1:48.36) · Massimiliano Rosolino (1:47.38) · Nicola Cassio (1:46.57) · Filippo Magnini (1:47.63) | 7:09.94  | Rússia · Nikita Lobintsev (1:48.20) · Alexander Sukhorukov (1:46.97) · Evgeny Lagunov (1:48.37) · Yury Prilukov (1:48.16) | 7:11.70  | Áustria · Dominik Koll (1:48.21) · Markus Rogan (1:48.42) · David Brandl (1:48.52) · Dinko Jukić (1:48.84)                     | 7:13.99  |
| 4x100 m Medley  | Rússia · Arkady Vyatchanin (54.13) · Grigory Falko (1:00.45) · Evgeny Korotyshkin (51.35) · Andrey Grechin (48.32)            | 3:34.25  | Croácia · Gordan Kožulj (55.28) · Vanja Rogulj (1:00.93) · Mario Todorović (51.83) · Duje Draganja (48.28)                | 3:36.32  | Suécia · Simon Sjödin (56.08) · Jonas Andersson (1:01.13) · Lars Frölander (52.21) · Stefan Nystrand (47.43)                   | 3:36.85  |

Feminino
| Evento          | Ouro | Ouro     | Prata | Prata    | Bronze | Bronze   |
| 50 m Livre      | Marleen Veldhuis · Países Baixos                                                                                       | 24.09    | Hinkelien Schreuder · Países Baixos                                                                                        | 24.59    | Therese Alshammar · Suécia | 24.71    |
| 100 m Livre     | Marleen Veldhuis · Países Baixos                                                                                       | 53.77    | Hanna-Maria Seppälä · Finlândia                                                                                            | 54.04    | Inge Dekker · Países Baixos | 54.12    |
| 200 m Livre     | Sara Isaković · Eslovênia                                                                                              | 1:57.45  | Camelia Potec · Roménia | 1:57.47  | Ágnes Mutina · Hungria | 1:58.06  |
| 400 m Livre     | Federica Pellegrini · Itália                                                                                           | 4:01.53  | Coralie Balmy · França | 4:04.15  | Camelia Potec · Roménia | 4:05.62  |
| 800 m Livre     | Alessia Filippi · Itália                                                                                               | 8:23.50  | Erika Villaécija García · Espanha                                                                                          | 8:24.08  | Camelia Potec · Roménia | 8:25.28  |
| 1500 m Livre    | Flavia Rigamonti · Suíça                                                                                               | 15:58.54 | Erika Villaécija García · Espanha                                                                                          | 16:02.08 | Lotte Friis · Dinamarca | 16:11.26 |
| 50 m Costas     | Anastasia Zuyeva · Rússia                                                                                              | 28.05    | Nina Zhivanevskaya · Espanha                                                                                               | 28.11    | Sanja Jovanović · Croácia | 28.17    |
| 100 m Costas    | Anastasia Zuyeva · Rússia                                                                                              | 59.41    | Laure Manaudou · França | 1:00.05  | Nina Zhivanevskaya · Espanha | 1:00.29  |
| 200 m Costas    | Laure Manaudou · França                                                                                                | 2:07.99  | Anastasia Zuyeva · Rússia                                                                                                  | 2:09.59  | Nikolett Szepesi · Hungria | 2:09.90  |
| 50 m Peito      | Janne Schäfer · Alemanha                                                                                               | 31.08    | Yuliya Yefimova · Rússia                                                                                                   | 31.41    | Mirna Jukić · Áustria | 31.59    |
| 100 m Peito     | Mirna Jukić · Áustria                                                                                                  | 1:08.18  | Alena Alekseeva · Rússia                                                                                                   | 1:08.91  | Joline Höstman · Suécia | 1:08.94  |
| 200 m Peito     | Yuliya Yefimova · Rússia                                                                                               | 2:24.09  | Mirna Jukić · Áustria | 2:24.58  | Alena Alekseeva · Rússia | 2:25.22  |
| 50 m Borboleta  | Chantal Groot · Países Baixos                                                                                          | 26.03    | Inge Dekker · Países Baixos                                                                                                | 26.30    | Sviatlana Khakhlova · Bielorrússia                                                                                               | 26.52    |
| 100 m Borboleta | Sarah Sjöström · Suécia                                                                                                | 58.44    | Inge Dekker · Países Baixos                                                                                                | 58.50    | Aurore Mongel · França | 58.54    |
| 200 m Borboleta | Aurore Mongel · França                                                                                                 | 2:06.59  | Emese Kovács · Hungria | 2:06.71  | Mireia Belmonte García · Espanha                                                                                                 | 2:09.32  |
| 200 m Medley    | Mireia Belmonte García · Espanha                                                                                       | 2:11.16  | Evelyn Verrasztó · Hungria                                                                                                 | 2:12.93  | Camille Muffat · França | 2:13.63  |
| 400 m Medley    | Alessia Filippi · Itália                                                                                               | 4:36.68  | Katinka Hosszú · Hungria                                                                                                   | 4:37.43  | Yana Martynova · Rússia | 4:37.86  |
| 4x100 m Livre   | Países Baixos · Inge Dekker (53.77) · Ranomi Kromowidjojo (53.61) · Femke Heemskerk (53.62) · Marleen Veldhuis (52.62) | 3:33.62  | Itália · Erika Ferraioli (56.14) · Federica Pellegrini (53.68) · Maria Laura Simonetto (55.54) · Cristina Chiuso (55.70)   | 3:41.06  | Predefinição:NSWE Claire Hedenskog (55.56) Josefin Lillhage (54.36) Ida Marko-Varga (55.33) Magdalena Kuras (56.03)              | 3:41.28  |
| 4x200 m Livre   | França · Laure Manaudou (1:58.51) · Coralie Balmy (1:56.58) · Mylene Lazare (1:59.39) · Alena Popchanka (1:57.61)      | 7:52.09  | Reino Unido · Joanne Jackson (1:59.10) · Melanie Marshall (1:57.81) · Ellen Gandy (1:59.26) · Caitlin McClatchey (1:56.19) | 7:52.36  | Itália · Alice Carpanese (2:01.06) · Federica Pellegrini (1:54.98) · Alessia Filippi (1:58.47) · Renata Spagnolo (2:01.18)       | 7:55.69  |
| 4x100 m Medley  | Reino Unido · Elizabeth Simmonds (1:01.20) · Kate Haywood (1:07.11) · Jemma Lowe (58.00) · Francesca Halsall (53.02)   | 3:59.33  | Rússia · Anastasia Zuyeva (59.72) · Yuliya Yefimova (1:07.30) · Natalya Sutyagina (58.29) · Daria Belyakina (55.16) ·      | 4:00.47  | Países Baixos · Hinkelien Schreuder (1:03.30) · Jolijn van Valkengoed (1:10.67) · Inge Dekker (57.69) · Marleen Veldhuis (52.75) | 4:04.41  |

### Nado sincronizado
Os resultados foram os seguintes. 
Feminino
| Evento     | Ouro | Ouro   | Prata | Prata  | Bronze | Bronze |
| Solo       | Gemma Mengual · Espanha | 98.400 | Natalia Ishchenko · Rússia | 98.300 | Beatrice Adelizzi · Itália | 94.000 |
| Dueto      | Espanha · Gemma Mengual · Andrea Fuentes | 97.800 | Itália · Beatrice Adelizzi · Giulia Lapi | 94.900 | Ucrânia · Daria Iushko · Xenia Sidorenko | 93.900 |
| Equipe     | Espanha · Alba Cabello · Ona Carbonell · Raquel Corral · Andrea Fuentes · Thaïs Henríquez · Gemma Mengual · Irina Rodríguez · Paola Tirados                                | 97.800 | Itália · Alessia Bigi · Elisa Bozzo · Costanza Fiorentini · Manila Flamini · Francesca Gangemi · Mariangela Perrupato · Sara Sgarzi · Federica Tommasi                    | 95.200 | Ucrânia · Anna Bagirova · Nadiya Berezhna · Anastasiya Chepak · Daria Iushko · Ganna Khmelnytska · Olga Kondrashova · Yuliya Maryanko · Kseniya Sydorenko                               | 93.300 |
| Combinação | Espanha · Alba Cabello · Raquel Corral · Andrea Fuentes · Thaïs Henríquez · Laura López · Gemma Mengual · Gisela Morón · Irina Rodríguez · Paola Tirados · Cristina Violán | 97.900 | Itália · Alessia Bigi · Elisa Bozzo · Costanza Fiorentini · Manila Flamini · Francesca Gangemi · Mariangela Perrupato · Dalila Schiesaro · Sara Sgarzi · Federica Tommasi | 95.100 | Ucrânia · Anna Bagirova · Nadiya Berezhna · Anastasiya Chepak · Inga Giller · Daria Iushko · Ganna Khmelnytska · Olga Kondrashova · Yuliya Maryanko · Olga Shevchuk · Kseniya Sydorenko | 94.100 |

### Saltos Ornamentais
Os resultados foram os seguintes. 
Masculino
| Evento                       | Ouro                                       | Ouro   | Prata                                             | Prata  | Bronze                                       | Bronze |
| Trampolim 1 m                | Illya Kvasha · Ucrânia                     | 454.65 | Joona Puhakka · Finlândia                         | 432.80 | Christopher Sacchin · Itália                 | 423.80 |
| Trampolim 3 m                | Dmitry Sautin · Rússia                     | 493.70 | Illya Kvasha · Ucrânia                            | 468.70 | Joona Puhakka · Finlândia                    | 441.80 |
| Plataforma 10 m              | Tom Daley · Reino Unido                    | 491.95 | Sascha Klein · Alemanha                           | 487.60 | Francesco Dell'Uomo Itália                   | 481.30 |
| Trampolim 3 m sincronizado   | Rússia · Yuriy Kunakov · Dmitry Sautin     | 440.76 | Alemanha · Tobias Schellenberg · Andreas Wels     | 413.94 | Ucrânia · Dmytro Lysenko · Anton Zakharov    | 406.56 |
| Plataforma 10 m sincronizado | Alemanha · Patrick Hausding · Sascha Klein | 453.24 | Bielorrússia · Vadim Kaptur · Aliaksandr Varlamau | 427.35 | Rússia · Konstantin Khanbekov · Oleg Vikulov | 426.24 |

Feminino
| Evento                       | Ouro                                              | Ouro   | Prata                                         | Prata  | Bronze                                        | Bronze |
| Trampolim 1 m                | Anna Lindberg · Suécia                            | 293.85 | Nóra Barta · Hungria                          | 270.60 | Katja Dieckow · Alemanha                      | 264.15 |
| Trampolim 3 m                | Yuliya Pakhalina · Rússia                         | 347.40 | Katja Dieckow · Alemanha                      | 330.80 | Olena Fedorova · Ucrânia                      | 319.70 |
| Plataforma 10 m              | Tania Cagnotto · Itália                           | 355.35 | Iuliia Prokopchuk · Ucrânia                   | 328.35 | Elina Eggers · Suécia                         | 319.65 |
| Trampolim 3 m sincronizado   | Rússia · Yuliya Pakhalina · Anastasia Pozdnyakova | 327.57 | Alemanha · Heike Fischer · Ditte Kotzian      | 305.64 | Ucrânia · Olena Fedorova · Alevtina Korolyova | 301.86 |
| Plataforma 10 m sincronizado | Alemanha · Annett Gamm · Nora Subschinski         | 336.63 | Ucrânia · Alina Chaplenko · Iuliia Prokopchuk | 334.20 | Itália · Noemi Batki · Tania Cagnotto         | 323.13 |

## Quadro de medalhas
| Ordem | País          | Medalha de ouro | Medalha de prata | Medalha de bronze | Total |
| ----- | ------------- | --------------- | ---------------- | ----------------- | ----- |
| 1     | Rússia        | 12              | 7                | 6                 | 25    |
| 2     | Itália        | 5               | 8                | 8                 | 21    |
| 3     | França        | 5               | 4                | 3                 | 12    |
| 4     | Espanha       | 5               | 3                | 4                 | 12    |
| 5     | Alemanha      | 4               | 4                | 1                 | 9     |
| 6     | Países Baixos | 4               | 3                | 3                 | 10    |
| 7     | Hungria       | 3               | 4                | 2                 | 9     |
| 8     | Áustria       | 3               | 2                | 2                 | 7     |
| 9     | Suécia        | 3               | 1                | 6                 | 10    |
| 10    | Ucrânia       | 2               | 4                | 7                 | 13    |
| 11    | Reino Unido   | 2               | 2                | 0                 | 4     |
| 11    | Noruega       | 2               | 2                | 0                 | 4     |
| 13    | Grécia        | 1               | 2                | 0                 | 3     |
| 14    | Eslovênia     | 1               | 1                | 0                 | 2     |
| 14    | Suíça         | 1               | 1                | 0                 | 2     |
| 16    | Polónia       | 1               | 0                | 0                 | 1     |
| 17    | Sérvia        | 0               | 2                | 1                 | 3     |
| 17    | Croácia       | 0               | 2                | 1                 | 3     |
| 19    | Finlândia     | 0               | 1                | 4                 | 5     |
| 20    | Roménia       | 0               | 1                | 1                 | 2     |
| 20    | Bielorrússia  | 0               | 1                | 1                 | 2     |
| 22    | Dinamarca     | 0               | 0                | 1                 | 1     |
| 22    | Lituânia      | 0               | 0                | 1                 | 1     |
| 22    | Eslováquia    | 0               | 0                | 1                 | 1     |
| Total | Total         | 54              | 54               | 53                | 162   |

Legenda
| Recorde mundial       | Recorde mundial (World record)               |                       | Recorde africano                      | Recorde africano (African) |                                           | Q | Classificado por posição (Qualified) |
| Recorde do campeonato | Recorde do campeonato (Championship record)  | Recorde da América    | Recorde da América (Americas)         | q                          | Classificado por melhor tempo (Qualified) |   |                                      |
| Melhor marca do ano   | Melhor marca do ano (World leading)          | Recorde asiático      | Recorde asiático (Asian)              | DNS                        | Não largou (Did not start)                |   |                                      |
| Recorde nacional      | Recorde nacional (National record)           | Recorde europeu       | Recorde europeu (European)            | DNF                        | Não terminou (Did not finish)             |   |                                      |
| Recorde pessoal       | Recorde pessoal do atleta (Personal best)    | Recorde da Oceania    | Recorde da Oceania (Oceania)          | DSQ / DQ                   | Desclassificado (Disqualified)            |   |                                      |
| Recorde da temporada  | Recorde da temporada do atleta (Season best) | Recorde sul-americano | Recorde sul-americano (South America) | NM                         | Sem marca (No mark)                       |   |                                      |